# Chełmek

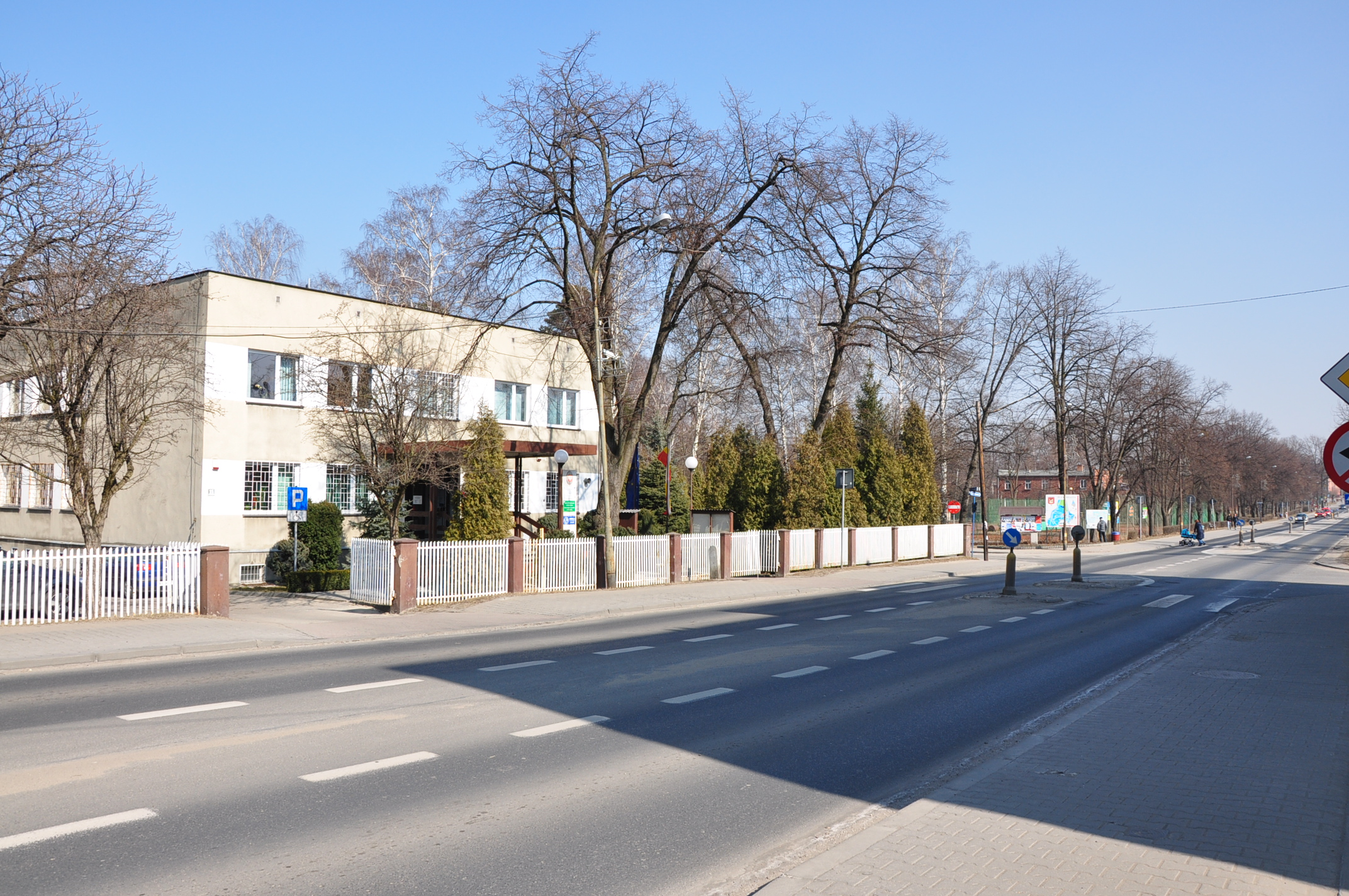
Rathaus

Chełmek [ˈxɛu̯mɛk] (deutsch Chelmek) ist eine Stadt in Polen im südlichen Teil der Woiwodschaft Kleinpolen. Sie ist Sitz der gleichnamigen Stadt-und-Land-Gemeinde mit etwas mehr als 13.000 Einwohnern.

## Geographische Lage
Katowice liegt etwa 26 Kilometer nordwestlich und Krakau etwa 55 Kilometer östlich von Chełmek.

## Geschichte
Die erste urkundliche Erwähnung des Ortes stammt aus dem Jahre 1464. 1795, bei der Dritten Teilung Polens, kam Chełmek an Österreich. 1815 wurde die Stadt Teil der Republik Krakau, bis diese nach dem Krakauer Aufstand von Österreich eingenommen wurde. 1856 erfolgte der Anschluss an das Schienennetz.
Nach dem Ersten Weltkrieg wurde Chełmek Teil des neu gebildeten Polen.
1939 eroberte die Wehrmacht den Ort. 1941 wurde ein Außenlager des KZ Auschwitz errichtet. Am 25. Januar 1945 endete die Besetzung durch die Deutschen und Chełmek wurde wieder Teil Polens.
1969 erhielt der Ort dann das Stadtrecht. Sechs Jahre darauf, bei einer Verwaltungsreform in Polen, wurde die Stadt der neu gebildeten Woiwodschaft Bielsko-Biała zugeordnet. Durch eine erneute Reform wurde Chełmek 1999 Teil der Wojewodschaft Kleinpolen.

## Gemeinde
Zur Stadt-und-Land-Gemeinde (gmina miejsko-wiejska) gehören neben der Stadt Chełmek zwei größere Dörfer.

## Partnerschaften
Leinefelde, Stadtteil der Stadt Leinefelde-Worbis in Thüringen (Deutschland)

## Verkehr
Chełmek liegt an der Woiwodschaftsstraße 780. Diese mündet etwa sieben Kilometer nordwestlich in die Landesstraße 44 von Oświęcim nach Tychy. Im Osten endet die 780 in Krakau. Die Autostrada A4 verläuft etwa 5,5 Kilometer nördlich von Chełmek. Über diese Straßen können auch die Flughäfen Katowice und Krakau-Balice erreicht werden.
Die Stadt liegt an der Bahnlinie von Trzebinia via Oświęcim nach Czechowice-Dziedzice.